# Faceci na topie
Faceci na topie (ang. Big Shots, 2007–2008) – amerykański serial obyczajowy stworzony przez Jona Harmona Feldmana. Pilotażowy odcinek został wyreżyserowany przez Charlesa McDougalla.
Jego światowa premiera odbyła się 27 września 2007 roku na kanale ABC. Ostatni odcinek został wyemitowany 24 stycznia 2008 roku. W Polsce premiera serialu odbyła się 8 kwietnia 2009 roku na kanale TVP1.

## Obsada
- Michael Vartan jako James Walker
- Dylan McDermott jako Duncan Collinsworth
- Joshua Malina jako Karl Mixworthy
- Christopher Titus jako Brody Johns

i inni

## Spis odcinków
| N/o            | Tytuł angielski                       |
| -------------- | ------------------------------------- |
|                |                                       |
| SERIA PIERWSZA |                                       |
|                |                                       |
| 01             | Pilot                                 |
|                |                                       |
| 02             | Tall, Dark and Hairless               |
|                |                                       |
| 03             | The Good, the Bad and the Really Ugly |
|                |                                       |
| 04             | Three's a Crowd                       |
|                |                                       |
| 05             | Greatest Amerimart Hero               |
|                |                                       |
| 06             | Car Trouble                           |
|                |                                       |
| 07             | Who's Your Daddy                      |
|                |                                       |
| 08             | The Way We Weren't                    |
|                |                                       |
| 09             | The Better Man                        |
|                |                                       |
| 10             | Sex Be Not Proud                      |
|                |                                       |
| 11             | Who's the Boss                        |
|                |                                       |